# Fleur Jong
Fleur Jong (Purmerend, 17 december 1995) is een Nederlandse atlete, die gespecialiseerd is in de sprintafstanden (100 en 200 m) en het verspringen.

## Loopbaan
Jong maakte haar debuut op een mondiaal toernooi tijdens de wereldkampioenschappen van 2015 in Doha – zij won daar de bronzen medaille op de 200 meter.
Op de Europese kampioenschappen van 2021 won zij goud bij het verspringen en de 100 meter.
Tijdens de Paralympische Zomerspelen 2020 was Jong samen met Jetze Plat de Nederlandse vlaggendrager tijdens de openingsceremonie. Ze won de gouden medaille bij het verspringen in de competitie voor T62 en T64 atleten met een wereldrecord in de T62-klasse. Ook bij de de wereldkampioenschappen van 2023 in Parijs won ze goud bij het verspringen, nu met een kampioenschapsrecord van 6,28 meter in de T64-klasse.
In mei 2023 heeft Jong bij paralympische atletiekwedstrijden in het Zwitserse Nottwil het wereldrecord op de 100 meter in de T62-klasse op 12,40 seconden gebracht. Op het NK in 2024 vestigde Jong een nieuw wereldrecord op de 100 m, met een tijd van 12,35.
Begin juni 2025 verbeterde Jong twee van haar eigen wereldrecords. Bij wedstrijden in Parijs in het Stade Charléty liep zij de 100 m met lichte tegenwind in een tijd van 12,31, vier seconden sneller dan haar oude toptijd uit 2024. Enkele dagen later verbeterde zijn haar eigen wereldrecord verspringen in de T62-klasse bij de zogeheten Golden Roof Challenge in Oostenrijk. Zij sprong 6,86 meter, 12 centimeter verder dan haar oude wereldrecord.
Begin juli verbrak ze in Leverkusen opnieuw haar eigen record op de 100 meter met een tijd van van 12,19. Begin augustus verbeterde ze opnieuw haar eigen record en liep ze de afstand bij de NK atletiek in Hengelo in 12,02.

### Handicap
Vanwege een bacteriële infectie stroomde het bloed niet goed naar haar benen en armen. Om deze reden zijn haar onderbenen en een aantal vingerkootjes geamputeerd.

### Handicapklasse
Tot en met 2018 kwam Jong uit in de T43/F43 klasse. Nu komt ze uit in de T62/F62 klasse.

## Persoonlijke records
| Onderdeel   | Klasse | Prestatie | Datum           | Plaats    | Bijzonderheid |
| ----------- | ------ | --------- | --------------- | --------- | ------------- |
| verspringen | T62    | 6,86 m    | 7 juni 2025     | Innsbruck | WR            |
| 100 meter   | T62    | 12,02 s   | 3 augustus 2025 | Hengelo   | WR            |

## Palmares

### 100 m
- 2015: 6e WK (T44)
- 2016: 13e PS (T44)
- 2017: 9e WK (T44)
- 2019:  ONK Para Atletiek Nijmegen
- 2019: 7e WK (T64)
- 2020:  ONK Para Atletiek Tilburg
- 2021:  EK (T64)
- 2023:  WK (T64)
- 2024:  Paralympische Spelen in Parijs (T64) - 12,54 s

### 200 m
- 2015:  WK (T44)
- 2016: 11e PS (T44)
- 2017: 4e WK (T44)

### verspringen
- 2019: 4e WK (T64)
- 2021:  EK (T64)
- 2021:  Paralympische Spelen in Tokio (T64) - 6,16 m
- 2023:  ONK Para Atletiek Vught
- 2023:  WK (T64)
- 2024:  Paralympische Spelen in Parijs (T64) - 6,53 m

## Onderscheidingen
- Sportvrouw van Amsterdam  - 2021[11]

## Film
In mei 2025 was Jong te zien als Renate in de bioscoopfilm Dochters.